# Vorfeige

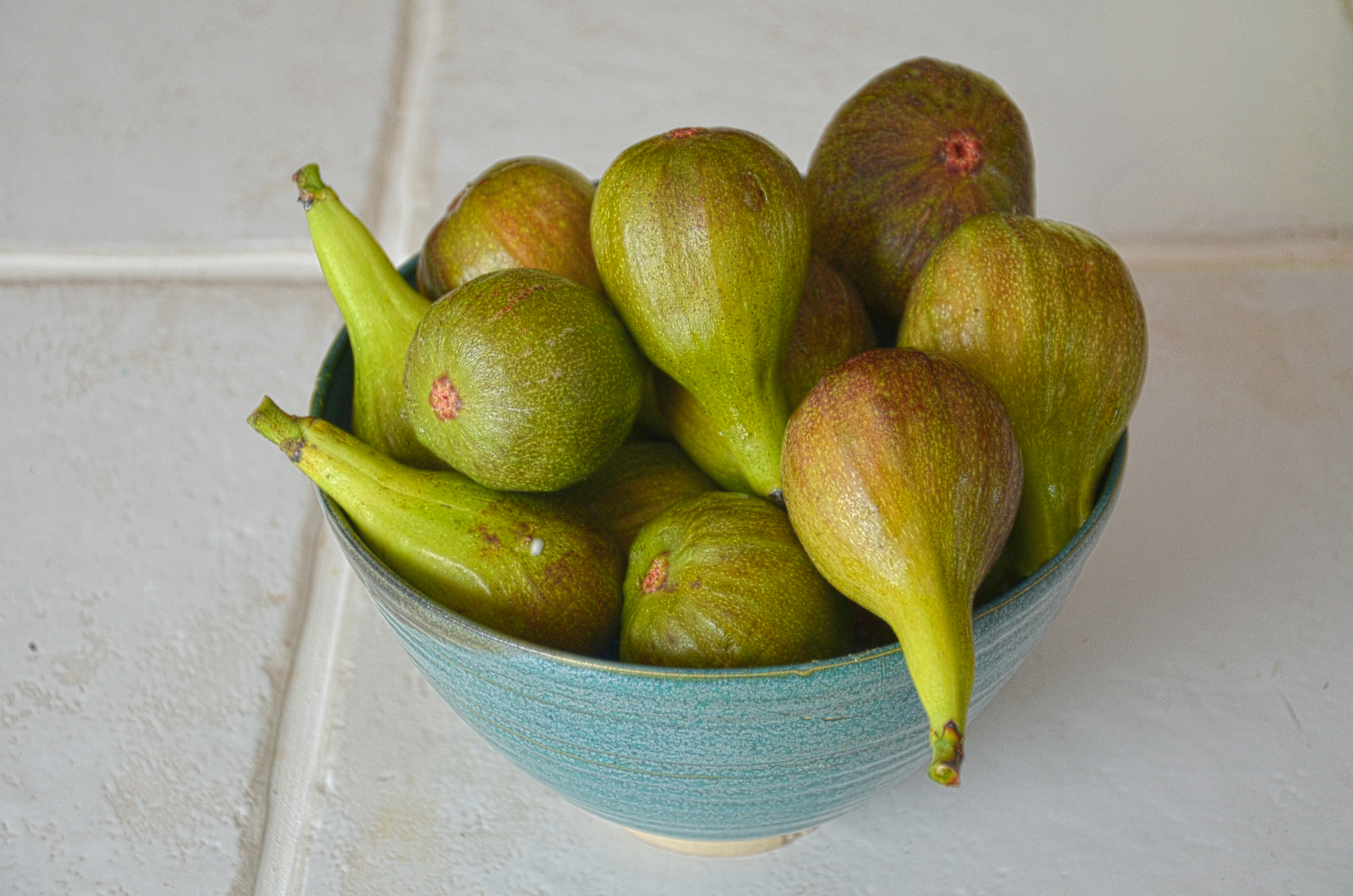
Typische Blühfeigen der Bananenfeige

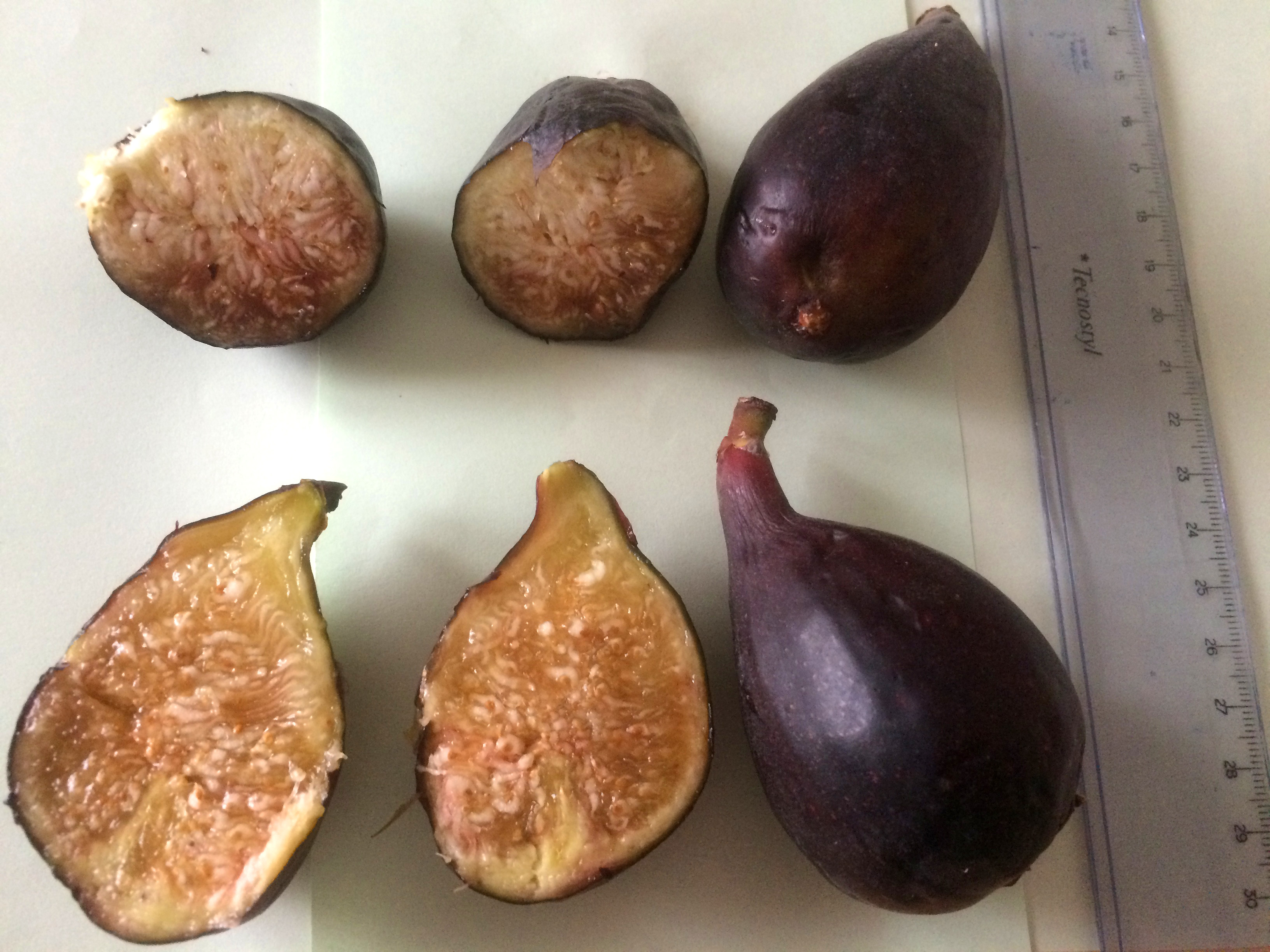
Typische Blühfeigen der Sorte Black Mission, auch Albacor genannt

Die Vorfeige, auch Blühfeige, Blütenfeige, Breba oder Breva genannt (italienisch: profico, pl. profichi; französisch: figue-fleur), ist eine Feige der ersten von insgesamt maximal drei möglichen Feigengenerationen, die auf einem Feigenbaum wachsen können. Nicht alle Feigensorten bilden Vorfeigen aus. Vorfeigen entstehen auf dem im vorherigen Jahr gewachsenen Holz. Vorfeigen einer Feigensorte unterscheiden sich im Aussehen und Geschmack mehr oder minder von den später auf dem neuen Holz gebildeten Herbstfeigen.
Im Inneren der Vorfeige gibt es sowohl männliche als auch weibliche Blüten, wobei die weiblichen Blüten kurze Griffel haben, so dass die Feigengallwespe ihre Eier in diese Blüten ablegen kann, damit sich daraus neue Feigengallwespen entwickeln, die beim Verlassen der Vorfeige Pollen der männlichen Feigenblüten aufnehmen und sie zu den Herbstfeigen tragen und sie so bestäuben. Da es in Deutschland für die Feigengallwespe zu kalt ist, findet all dies dort nicht statt. In Deutschland tragen ausschließlich solche Feigensorten Früchte, die jungfernfrüchtig (parthenokarp) sind, das heißt ohne Bestäubung Früchte tragen.